# Palazzo Benivieni
Palazzo Benivieni è un edificio del centro storico di Firenze, situato in via delle Oche 3.

## Storia e descrizione
Una memoria posta nell'atrio dell'edificio riassume alcuni fondamentali momenti della storia della casa: in antico proprietà della famiglia Scolari, passò nel 1465 agli Altoviti, che nel 1489 la cedettero a messer di Paolo Benivieni. Sempre secondo l'epigrafe si tratterebbe di una "costruzione di puro carattere fiorentino della prima metà del XV secolo". Per Walther Limburger la datazione andrebbe spostata al Cinquecento, come in effetti è ragionevole pensare tenendo presente gli interventi eseguiti sulla più antica fabbrica da parte dei Benivieni. 
L'edificio fu la prima sede dei Maestri di Posta e oggi si presenta con l'elegante fronte di quattro assi per tre piani più un mezzanino, memore dell'antico disegno (si vedano le finestre allineate sui ricorsi e il bel portone incorniciato da bugne di pietra) che tuttavia, a seguito dei lavori di restauro subiti e delle molte integrazioni, non mostra più di tanto i segni del tempo, lasciando il dubbio sull'effettiva autenticità di ciò che si osserva.
Recita la lapide:
| PALAZZO BENIVIENI --IN ANTICO PROPRIETÀ DEGLI SCOLARI PASSÒ NEL 1465 A GLI ALTOVITI CHE NEL 1489 LO CEDETTERO A MESSER DI PAOLO BENIVIENI --------------COSTRUZIONE DI PURO CARATTERE FIORENTINO DELLA PRIMA METÀ DEL XVI SECOLO FU LA PRIMA SEDE DEI MASTRI DI POSTA |

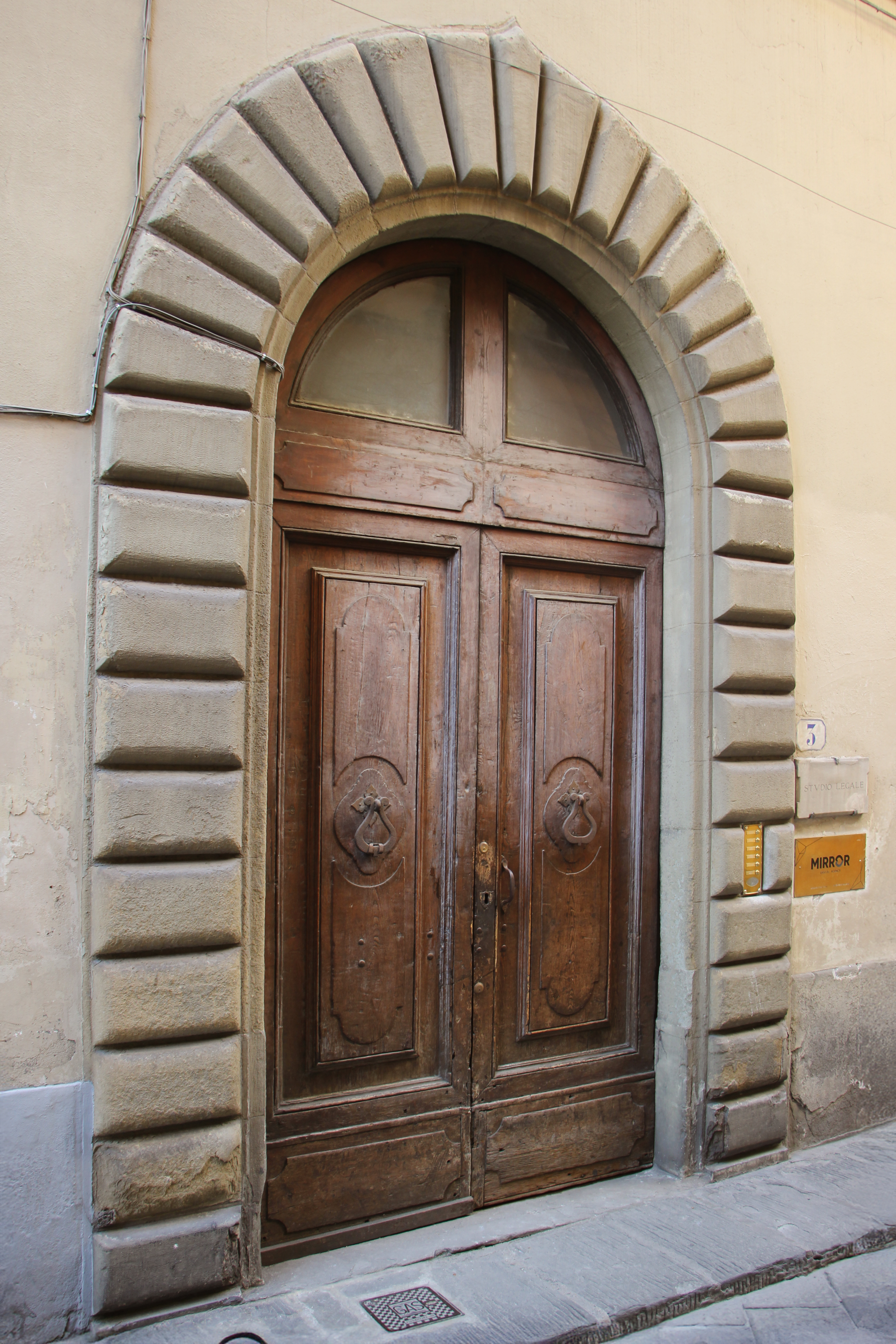
Il portale